# Distretto di Acas
Il distretto di Acas è un distretto del Perù nella provincia di Ocros (regione di Ancash) con 812 abitanti al censimento 2007 dei quali 449 urbani e 363 rurali.
È stato istituito il 2 gennaio 1857.